# Vegas Vic

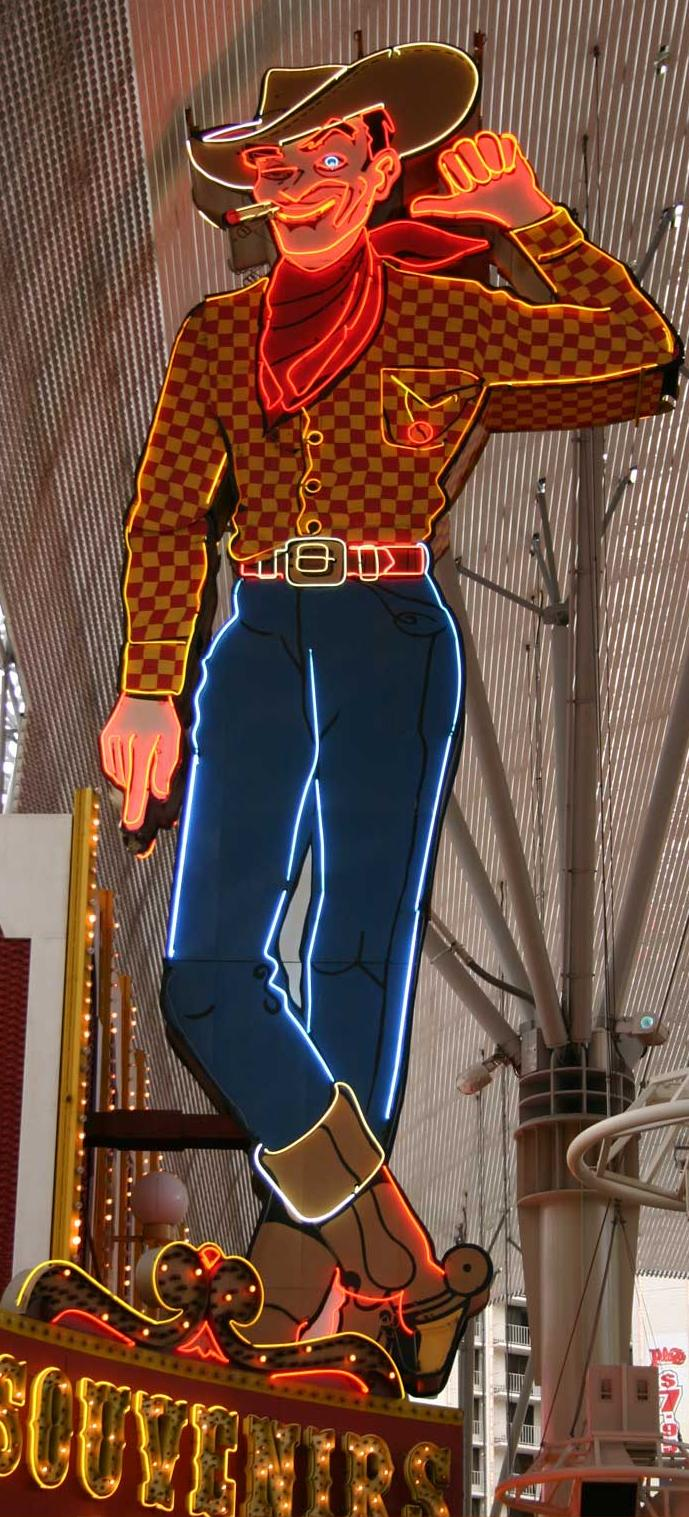
Vegas Vic efter renoveringen 1998.

Vegas Vic är en 12 meter hög rörlig neonskylt som föreställer en cowboy. Den uppfördes på utsidan av kasinot Pioneer Club i Las Vegas i USA 1951.  Skylten avslutade traditionen med helt typsnittsbaserade ljusskyltar på stadens kasinon. Skylten är audiovisuell, den kan både prata och vifta med armen. Den blev uppskattad och fick snabbt inofficiell status som symbol för hela Las Vegas.
Kasinot Pioneer Club lade ner verksamheten 1995 men plockade inte ner skylten. I lokalerna öppnade en souvenirbutik och skylten sitter kvar på samma plats på 25 E Fremont Street. I samband med att souvenirbutiken öppnade 1998 renoverades skylten. Varumärket ägs av Pioneer Hotel, Inc., som äger och driver Pioneer Hotel and Gambling Hall i Laughlin, Nevada. Där finns en liknande skylt som kallas River Rick. Den sattes upp när dåvarande ägaren av Pioneer Club i Las Vegas köpte verksamheten i Laughlin. Den såldes senare till två olika intressenter.

## Historik

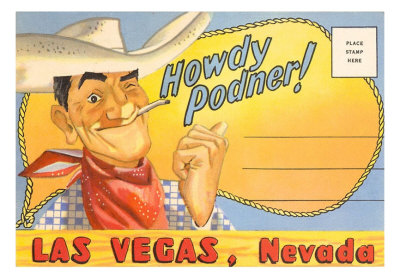
Ett vykort från 1948 med Vegas Vic.

Las Vegas företagarförening hyrde in en PR-byrå för att locka besökare till staden och dess kasinon. Företaget skapade en tecknad cowboy som hälsade "Howdy Podner".  Cowboyen blev populär och ägarna till kasinot Pioneer Club gav skyltföretaget Young Electric Sign Company i uppdrag att bygga en neonskylt som en designer tog fram med cowboyen som förlaga. Neonversionen försågs med en vinkande arm, rörlig mun med vippande cigarett och en uppspelning av hälsningen "howdy podner" var 15:e minut. Vegas Vic placerades sedan på utsidan av Pioneer Club 1951, på det sydvästra hörnet av First Street och Fremont Street och ersatte den gamla skylten som helt enkelt hade Pioneer Club utskrivet med en bild på en hästdragen täckt vagn.
Skådespelaren Lee Marvin spelade in en film 1966 och bodde på ett närliggande hotell. Han klagade på rösten och Pioneer Ckub stängde av ljudet. Det var sedan avstängt till början av 1980-talet. År 2006 slutade det åter att fungera. Armarna slutade att röra sig 1991.
Las Vegas gamla centrum på Fremont Street genomgick en gemensam satsning under namnet Fremont Street Experience. När det var under uppbyggnad 1994 klipptes någon meter bort från brättet på Vegas Vics hatt för att få plats under inglasningen av Fremont Street. Efter att Pioneer Club stängdes 1995 föll Vegas Vic i förfall. Neonmuseet i Fremont Street Experience gick in och erbjöd sig att återställa och underhålla skylten om fastighetsägaren betalade för elräkningen. Enligt förslaget skulle fastighetsägaren behålla varumärket men har sedan dess accepterat att varumärket för Vegas Vic ägs av Pioneer Hotel, Inc. Fastighetsägaren avböjde erbjudandet och återställde skylten själv.

## Galleri
Vegas Vic har haft olika färgsättningar genom åren. Ursprungligen, på 1950-talet till 1960-talen, var skjortan vit med gula rutiga ränder. Under en tidig restaurering på 1970-talet målades hans skjorta helt gul. När skylten restaurerades 1998 målades hans skjorta i ett rött och gult rutmönster.

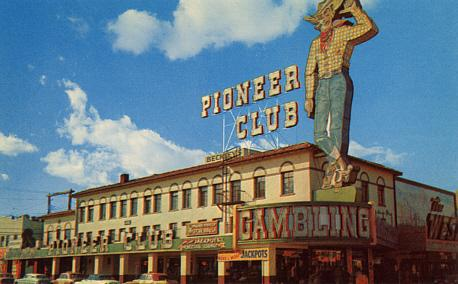
Pioneer Club 1950 (gul och vit rutig skjorta).
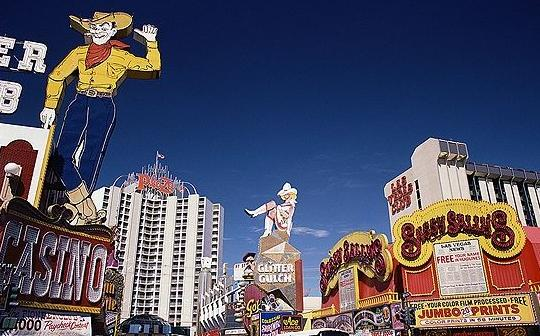
Pioneer Club 1980 (Solid gul skjorta), med Vegas Vickie i bakgrunden.
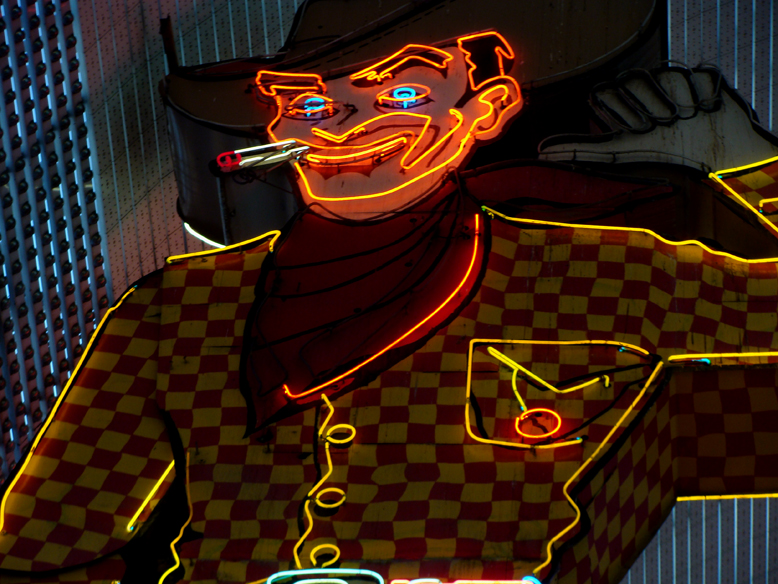
Efter restaureringen 1998 (röd och gul rutig skjorta).
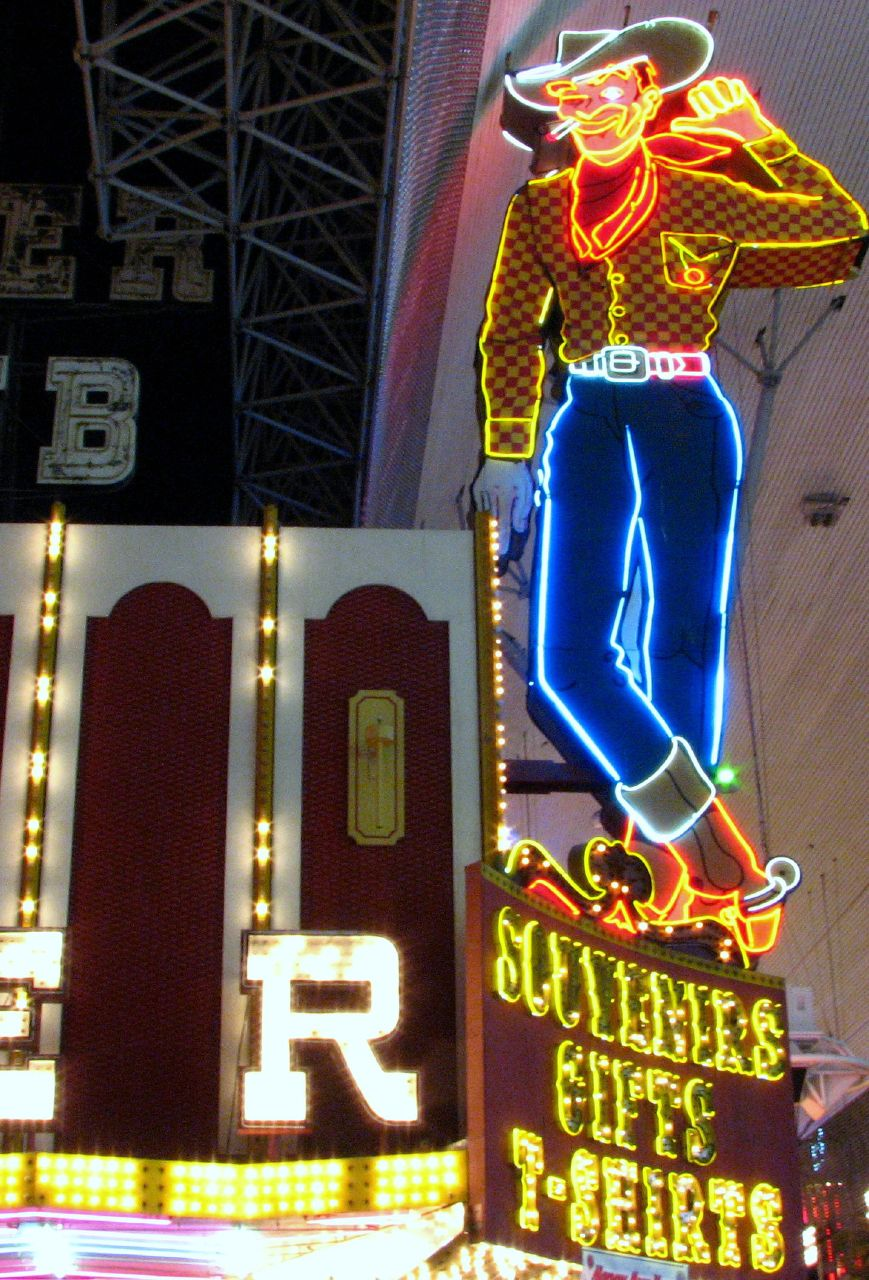
Vegas Vic, på Fremont Street.